# HMM
HMM Company Limited (에이치엠엠 주식회사; Eichi Em Em Jusik Hoesa), anteriormennte chamada de Hyundai Merchant Marine, com sede na cidade de Seul, Coreia do Sul, é uma empresa de logística global. A transportadora, fundada em 1976, oferece serviços como transporte de contêineres, granéis e GLP. Além disso, a empresa opera terminais de contêineres em todo o mundo. A HMM possui mais de 70 escritórios em cinco continentes.

## História
A empresa de transportes iniciou as suas atividades em 1976 com três navios-tanque. Atua em uma rede global de serviços com mais de 40 rotas marítimas e escalas em mais de 100 portos em todo o mundo, hoje a HMM é uma das maiores companhias marítimas do mundo. Se coloca entre as cinco principais operadoras em serviços Trans-Pacific e entre as dez principais empresas globais do setor. Possui uma frota variada de navios, para serviços Transpacífico, Ásia-Europa, Transatlântico e Inter-Asiático.

## Acionistas
Hyundai Merchant Marine é uma empresa de capital aberto, com ações negociadas na Korea Exchange (KRX) e faz parte do índice Korea Composite Estoque Price Index (KOSPI). A participação acionária em julho de 2020 estava distribuída entre: Korea Development Bank (12,6%), Korea Ocean Business Corporation (4,3%), Korea Credit Guarantee Fund (7,5%) e demais acionistas (75,6%).

## Frota

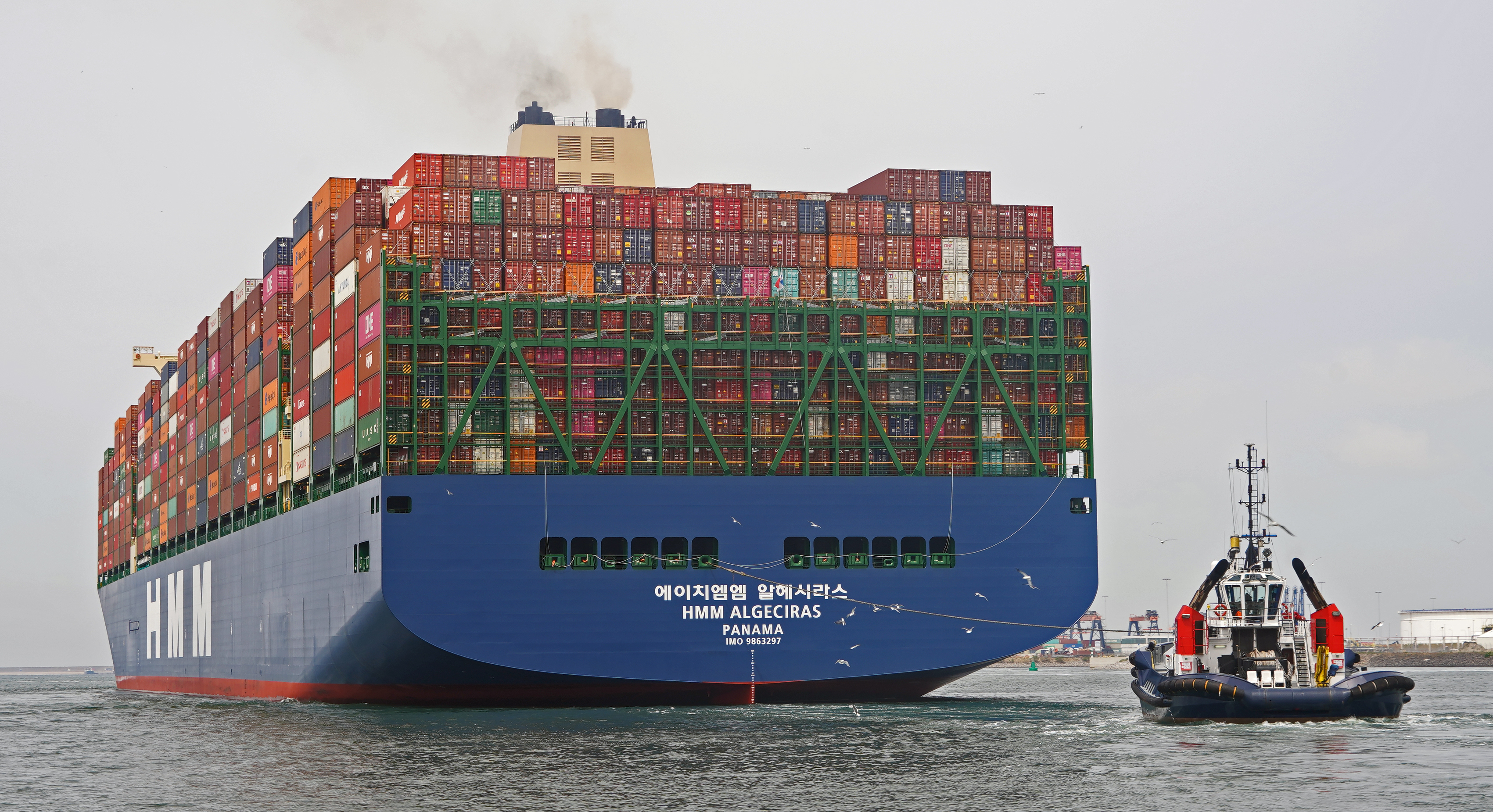
HMM Algeciras

Em novembro de 2020, a empresa operava com 117 navios porta-contêineres com capacidade de aproximadamente de 735.216
TEU. Mais 7 navios-tanque e outros 7 navios graneleiros para o transporte de minério e carvão.